# Anapistula secreta
Anapistula secreta is een spinnensoort uit de familie Symphytognathidae. De soort komt voor in van de Verenigde Staten tot Colombia en op de Bahama's en Jamaica.